# 幸福的无知效应
幸福的无知效应是指消費者掌握的商品信息越多，購買商品時越不愉快，反之如果掌握商品的信息越少，他们的购买过程越轻松、越滿意。這是消費行為中的一個概念。尤其是當消費者對商品非常了解，那么一旦他們發現商品有任何问题，他们就很难說服自己要購買該商品 。